# Frank Sandon
Frank Sandon (* 3. Juni 1890 in London; † 29. Mai 1979) war ein britischer Schwimmer.

## Karriere
Sandon besuchte das Corpus Christi College der University of Cambridge und schloss das Studium dort als Wrangler – also als Person mit besonders guten Leistungen in den Tripos-Prüfungen im Fach Mathematik – ab. Bereits zu dieser Zeit nahm er an regionalen Schwimmwettbewerben teil und qualifizierte sich so für die Olympischen Spiele 1912 in Stockholm. Dort erreichte er im Wettbewerb über 100 m Rücken das Halbfinale.
Nach seinem Universitätsabschluss war er zunächst Beamter im britischen Innenministerium. 1919 verließ er diese Stelle und absolvierte eine Lehrerausbildung an der University of Oxford. Anschließend erhielt er Lehraufträge in Sheffield und London, bevor er 1929 zum Schulleiter der Plymouth Corporation Grammar School ernannt wurde. Nach der Schließung dieser Schule im Jahr 1937 arbeitete er für weitere, ähnliche Lehreinrichtungen. Neben dieser Berufung verfasste Sandon auch einige Bücher.